# Stephen R. Lorenz

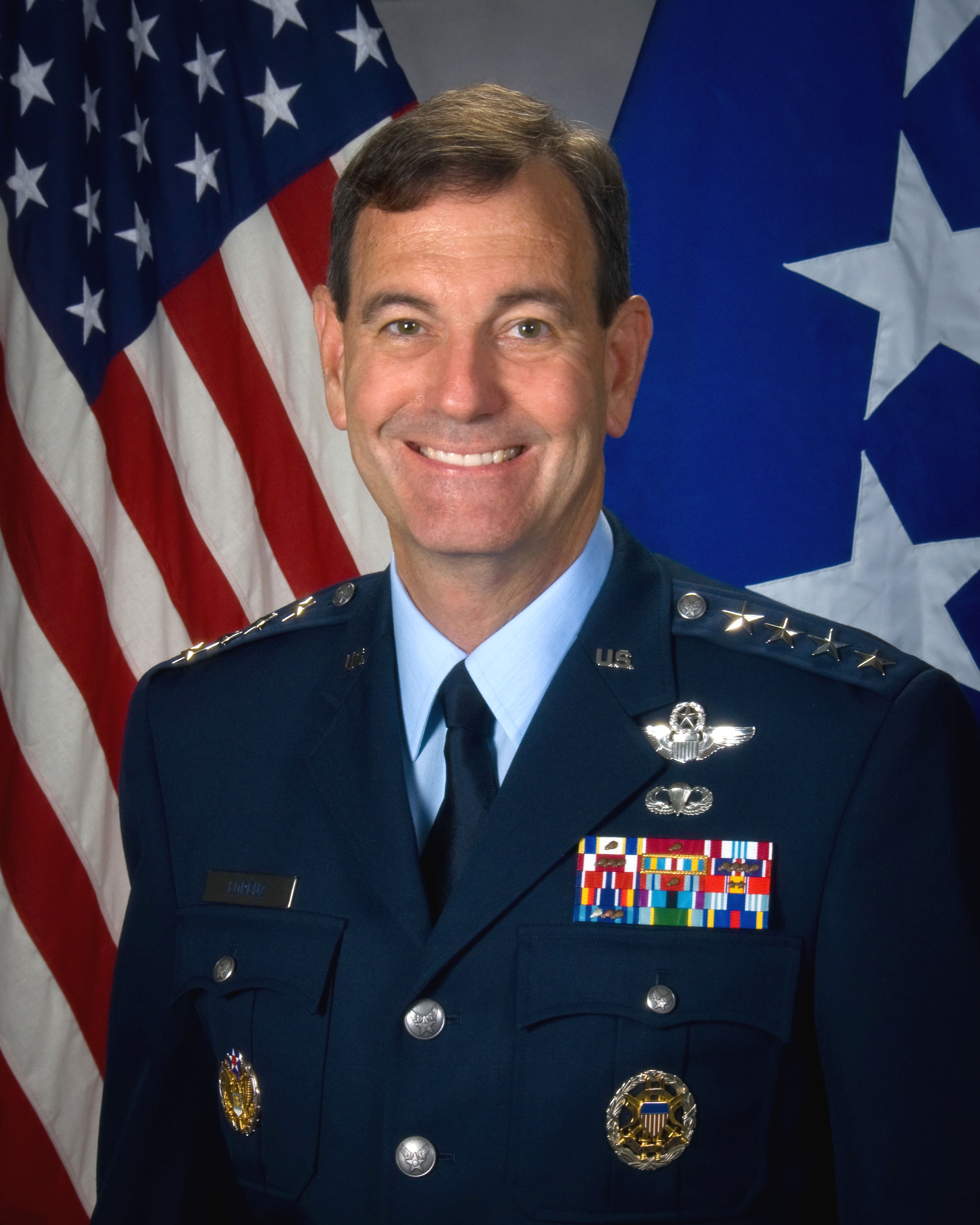
Stephen R. Lorenz (2008)

Stephen Randolph Lorenz  (* 17. Oktober 1951 in Houston, Texas) ist ein pensionierter General der United States Air Force. Er war unter anderem Kommandeur des Air Education and Training Commands.
Im Jahr 1973 absolvierte er die United States Air Force Academy in Colorado Springs. Nach seiner Graduation wurde er als Leutnant in das Offizierskorps der Air Force aufgenommen. In der Folge durchlief er alle Offiziersgrade vom Leutnant bis zum Vier-Sterne-General.
Im Lauf seiner militärischen Karriere absolvierte er verschiedene Kurse und Schulungen. Dazu gehörten unter anderem eine Ausbildung zum Kampfpiloten und weitere Fortbildungskurse als Pilot neuer Flugzeugtypen; die Squadron Officer School auf der Maxwell Air Force Base (Maxwell AFB) in Alabama; das Air Command and Staff College, das sich ebenfalls auf der Maxwell AFB befindet; das Air War College (auch auf der Maxwell AFB); das National War College in Fort Lesley J. McNair in Washington, D.C.; das Center for Creative Leadership in Colorado Springs; der Joint Flag Officer Warfighting Course; der Senior Information Warfare Application Course (beide auf der Maxwell AFB); der Senior Executive Course in Crisis Management beim George C. Marshall College of International and Security Studies in Garmisch-Partenkirchen und der Combined Force Air Component Commander Course, erneut auf der Maxwell AFB. Außerdem erhielt er akademische Grade von der University of Northern Colorado, der Pennsylvania State University, der Harvard Kennedy School, der Syracuse University und der National Defense University.
In seinen frühen Jahren als Offizier der Luftwaffe war er an verschiedenen Stützpunkten in den Vereinigten Staaten stationiert. Dabei war er als Pilot, Flugausbilder oder Stabsoffizier bei unterschiedlichen Einheiten tätig. Dazwischen absolvierte er die erwähnten Schulungen. Als Stabsoffizier war er unter anderem im Hauptquartier der Air Force tätig.
Zwischen Dezember 1994 und August 1996 kommandierte Stephen Lorenz das 305. Mobile Geschwader (305th Air Mobility Wing) das auf der McGuire Air Force Base in New Jersey stationiert war. Anschließend kehrte er zur Air Force Academy in Colorado Springs zurück, wo er zwischen August 1996 und Juni 1999 Führungsoffizier der Kadetten (Commandant of Cadets) war. Gleichzeitig kommandierte er das 34. Ausbildungsgeschwader (34th Training Wing). In diese Zeit fiel am 1. Oktober 1996 seine Beförderung zum Brigadegeneral, mit der er die Generalsränge erreichte.
Nach dem Ende seiner Mission an der Air Force Academy wurde Lorenz zur Ramstein Air Base versetzt. Dort gehörte er zwischen Juli 1999 und September 2001 als Leiter der Unterabteilung für Planungen und Programme (Director of Plans and Programs) dem Stab der United States Air Forces in Europe an. Es folgte eine Versetzung zum Hauptquartier der Air Force, wo Lorenz in der Stabsabteilung für Haushalts- und Finanzangelegenheiten tätig war (Deputy Assistant Secretary for Budget, Office of the Assistant Secretary of the Air Force for Financial Management). Diese Aufgabe erfüllte er zwischen September 2001 und Oktober 2005.
Anschließend leitete Stephen Lorenz bis zum Juni 2008 die Air University, die auf der Maxwell AFB angesiedelt ist. Dann erfolgte seine Versetzung zur Randolph Air Force Base in Texas. Am 2. Juli 2008 übernahm er dort als Nachfolger von William R. Looney III das Kommando über das Air Education and Training Command. Dieses Amt bekleidete er bis zum 17. November 2010 als Edward A. Rice Jr. seine Nachfolge antrat. Zum 1. Januar 2011 schied Stehen Lorenz aus dem aktiven Militärdienst aus.
Während seiner aktiven Zeit als Militärpilot absolvierte er über 3600 Flugstunden auf verschiedenen Flugzeugtypen.

## Daten der Beförderungen
| Abzeichen | Rang               | Jahr             |
| --------- | ------------------ | ---------------- |
|           | Second Lieutenant  | 6. Juni 1973     |
|           | First Lieutenant   | 6. Juni 1975     |
|           | Captain            | 6. Juni 1977     |
|           | Major              | 1. November 1982 |
|           | Lieutenant Colonel | 1. März 1985     |
|           | Colonel            | 1. Februar 1991  |
|           | Brigadier General  | 1. Oktober 1996  |
|           | Major General      | 1. Januar 2000   |
|           | Lieutenant General | 1. November 2005 |
|           | General            | 2. Juli 2008     |

## Orden und Auszeichnungen
Stephen Lorenz erhielt im Lauf seiner militärischen Laufbahn unter anderem folgende Auszeichnungen:
- Air Force Distinguished Service Medal
- Legion of Merit
- Defense Meritorious Service Medal
- Meritorious Service Medal
- Joint Meritorious Unit Award
- Outstanding Unit Award
- Organizational Excellence Award
- Combat Readiness Medal
- National Defense Service Medal
- Global War on Terrorism Service Medal
- Humanitarian Service Medal
- Air Force Longevity Service Award